# Silvio Spann
Silvio Spann (født 21. august 1981) er en tidligere fodboldspiller fra Trinidad og Tobago.

## Trinidad og Tobagos fodboldlandshold
| Trinidad og Tobagos landshold | Trinidad og Tobagos landshold | Trinidad og Tobagos landshold |
| År                            | Kmp                           | Mål                           |
| ----------------------------- | ----------------------------- | ----------------------------- |
| 2002                          | 3                             | 0                             |
| 2003                          | 7                             | 0                             |
| 2004                          | 8                             | 1                             |
| 2005                          | 9                             | 0                             |
| 2006                          | 2                             | 0                             |
| 2007                          | 5                             | 1                             |
| 2008                          | 1                             | 0                             |
| 2009                          | 6                             | 0                             |
| Total                         | 41                            | 2                             |